# FH-70
FH-70 je 155mm tažená polní houfnice vyvinutá v 70. letech 20. století v mezinárodní spolupráci Německa, Spojeného království a Itálie. V roce 1978 byla houfnice v těchto zemích zavedena do výzbroje. Jejím výrobcem je společnost Rheinmetall.

## Konstrukce
Zbraň je vybavena monoblokovou autofretovanou hlavní, která je zakončena dvoukomorovou úsťovou brzdou, která snižuje energii zpětného rázu o 35 %. Má klínový zámek s vertikálním pohybem klínu, který je v otevřené poloze závěru vysunut nahoru. Zpětný ráz tlumí hydropneumatické brzdovratné zařízení. Závěr je zakončen žlabovou kolébkou a pneumatickým systémem podávání munice. Kromě munice vyvinuté speciálně pro FH-70 může zbraň používat další střelivo ráže 155 mm standardizované v rámci NATO a granáty s koncovým naváděním typu Copperhead.

## Mobilita
Houfnice má rozevíratelnou dvouramennou lafetu s dvoukolým podvozkem, na němž může být tažena rychlostí až 100 km/h. Pro střelbu je zbraň usazována na palebnou platformu.
V pochodové poloze je hlaveň s horním lafetovým ložem otočena o 180° vzhledem ke spodnímu loži lafety a připevněna k jejím ramenům. Lafeta je vybavena pomocnou pohonnou jednotkou značky Volkswagen, jejíž primární rolí je pohon hydraulického systému lafety, zejména ovládání náměru a odměru, a umisťování zbraně do palebného postavení po jejím odpojení od tahače. V pochodové poloze se může houfnice na kratší vzdálenosti pohybovat vlastní silou rychlostí až 16 km/h.
K používaným tahačům patří typy MAN (SRN), FIAT 6605 TM (Itálie) a Foden (Spojené království).
Vzduchem může houfnice být přepravována v transportním letounu C-130 Hercules anebo v podvěsu pod vrtulníkem CH-47D Chinook.

## Uživatelé

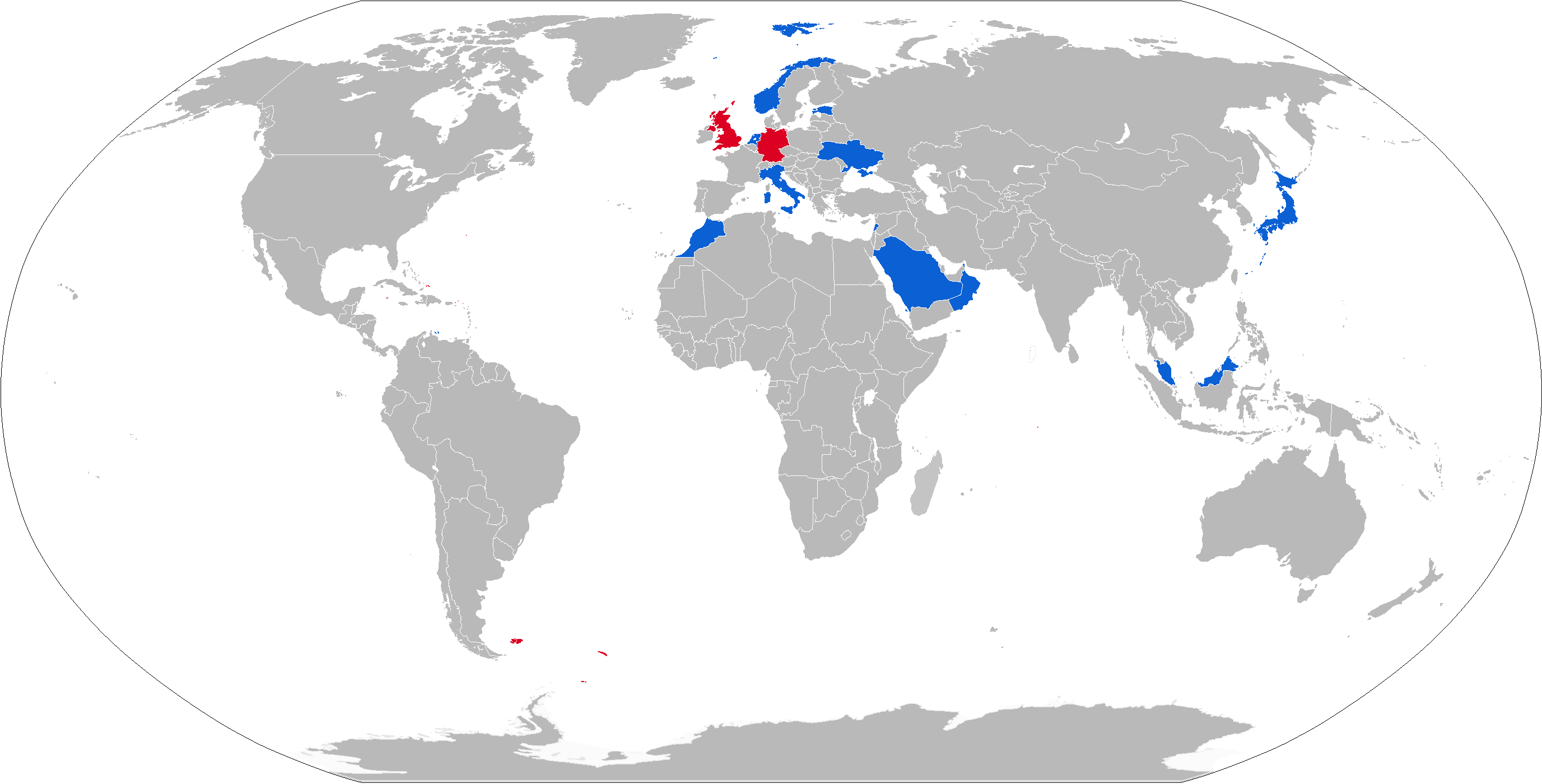
Přehled uživatelů - současní modře, bývalí červeně

### Současní uživatelé
- Estonsko[6], v lednu 2023 se rozhodlo poslat všech svých 24 houfnic jako vojenskou pomoc Ukrajině.[7]
- Itálie[6]
- Japonsko[6]
- Libanon
- Maroko[6]
- Nizozemsko[6]
- Norsko (15 kusů užívaných k výcviku)[6]
- Omán[6]
- Saúdská Arábie[6]
- Ukrajina[8]

### Bývalí uživatelé
- Malajsie
- Německo
- Spojené království

## Fotogalerie

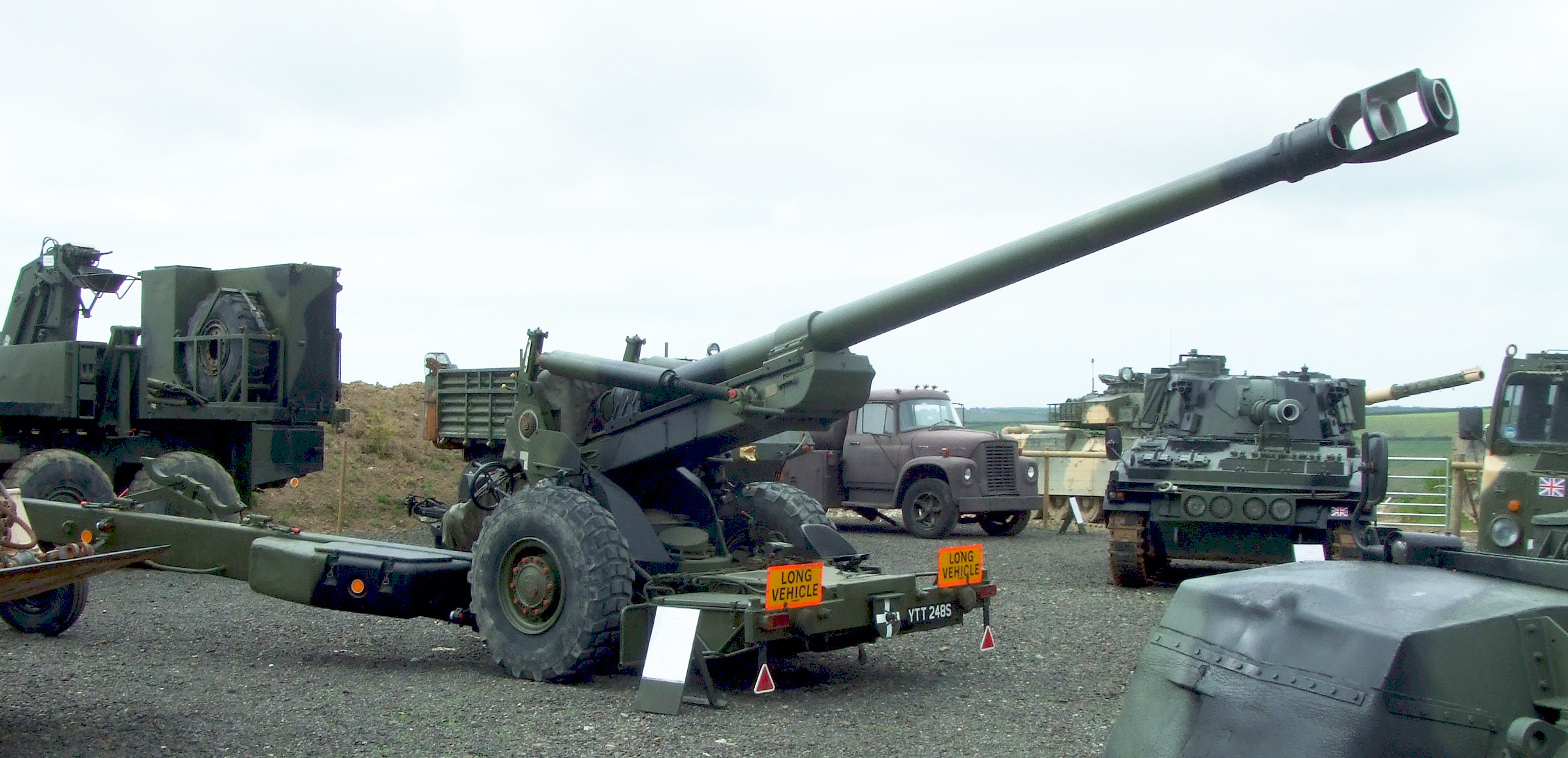
Vystavená FH-70
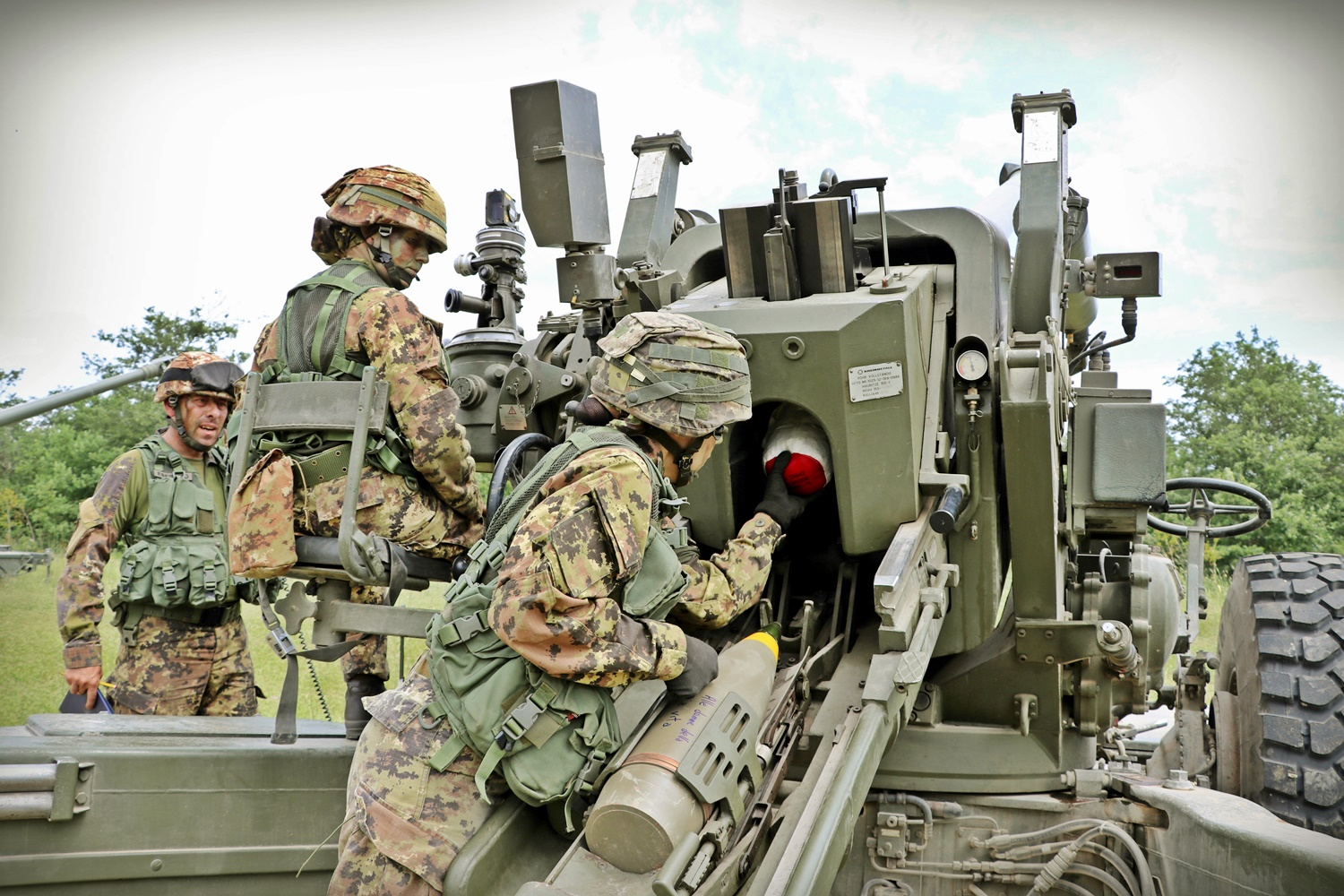
Nabíjení italské FH-70
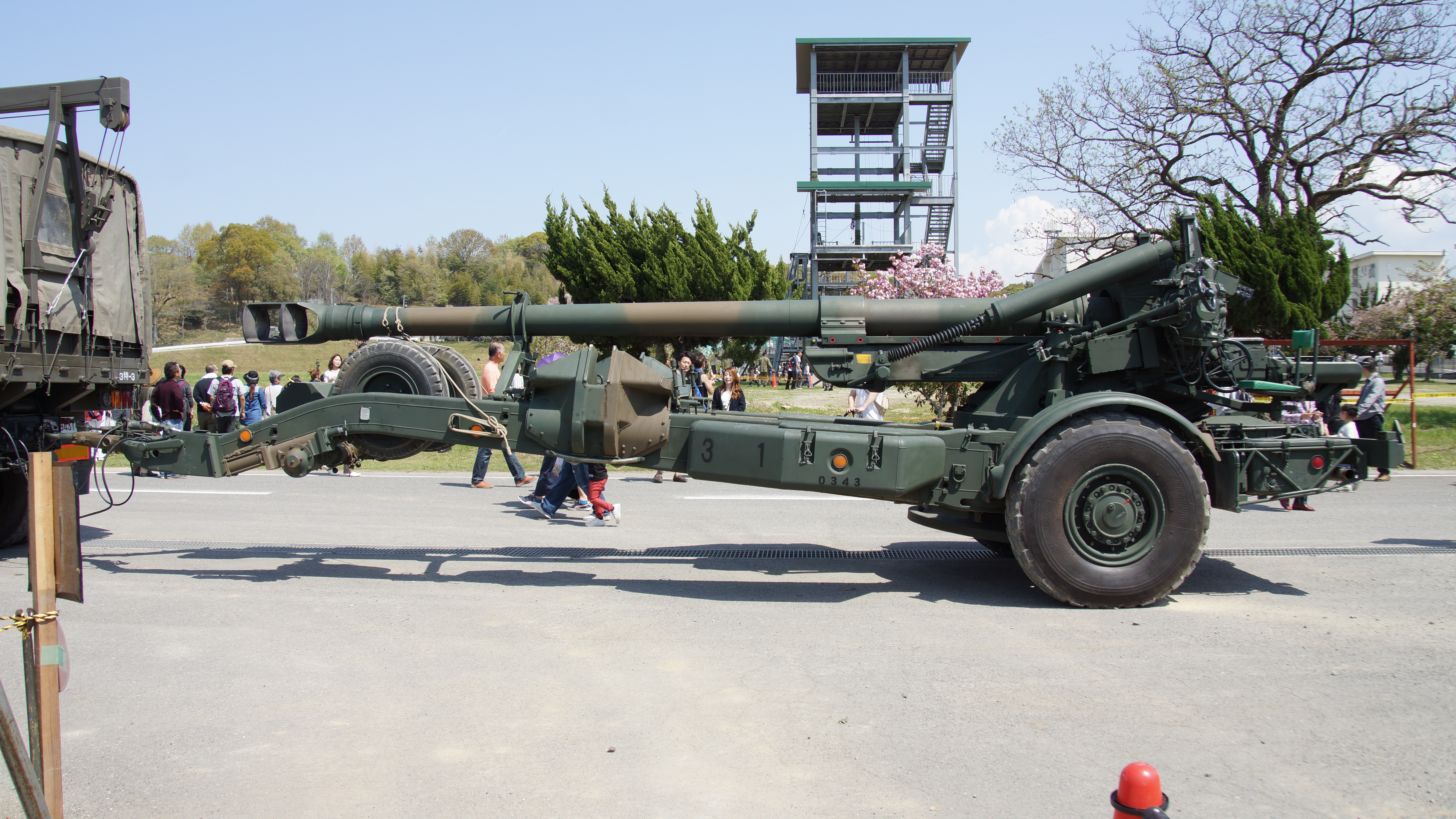
FH-70 v pochodové konfiguraci
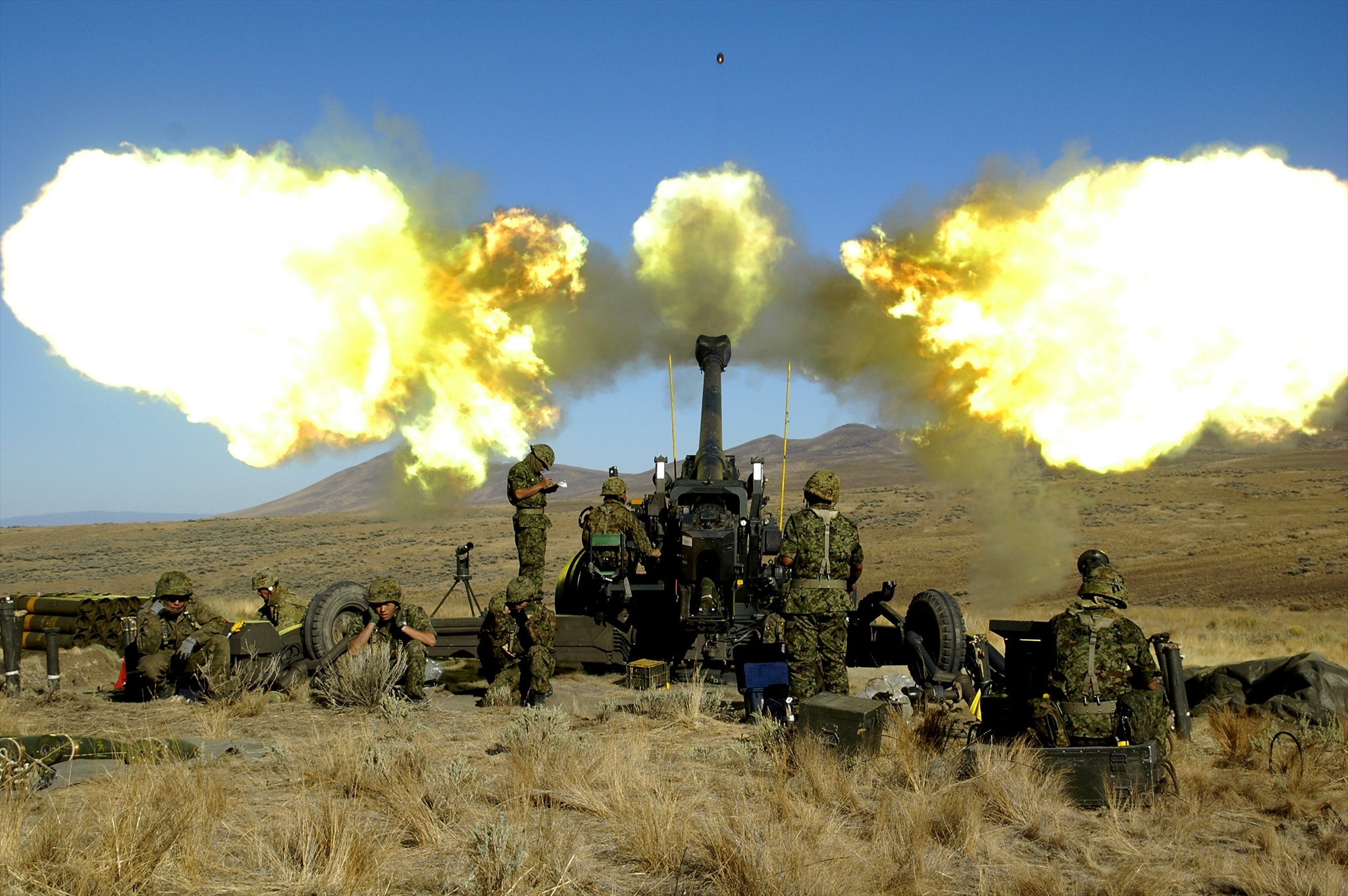
Výstřel
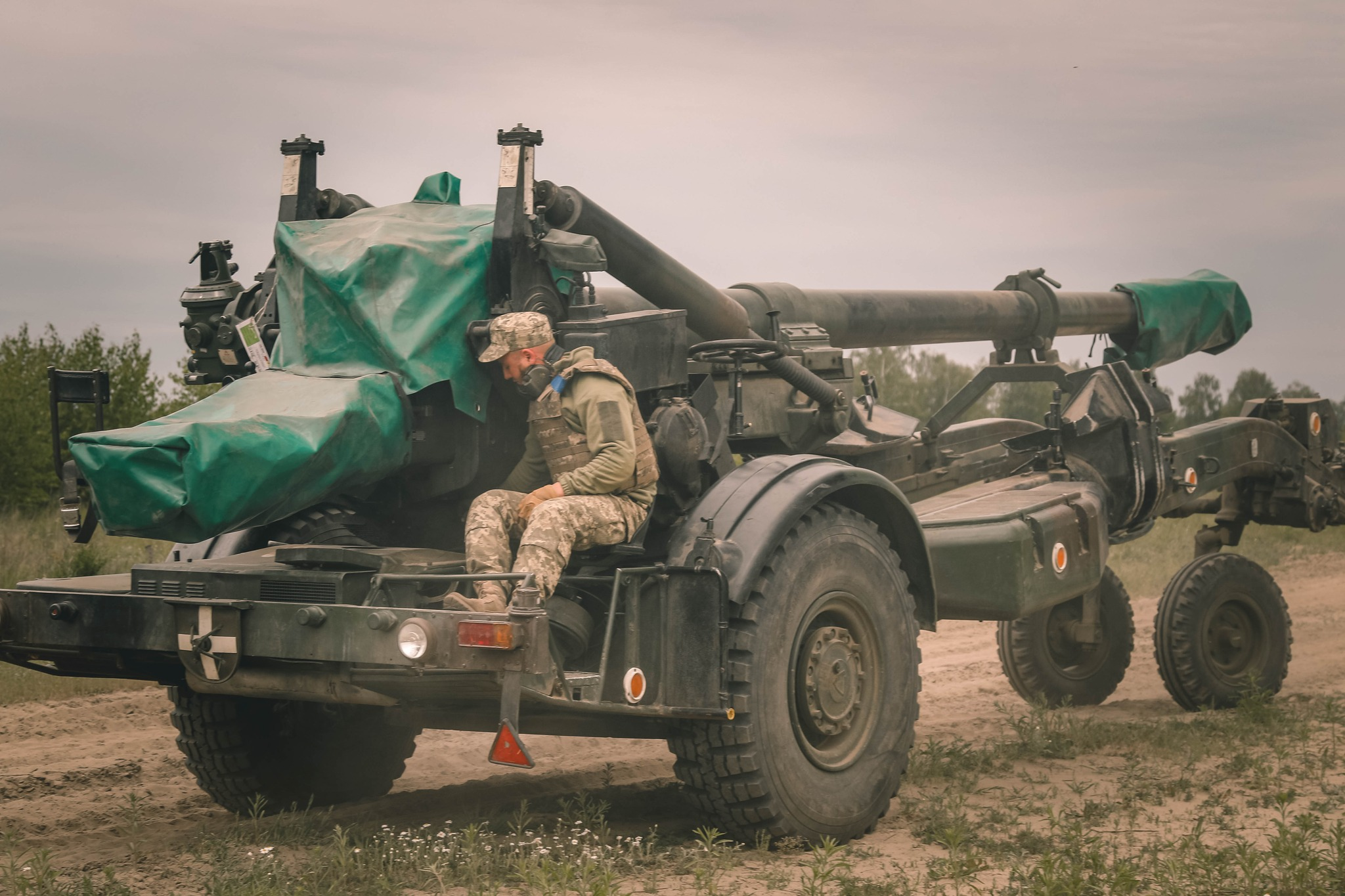
FH-70 na Ukrajině